# NGC 5411
NGC 5411 is een elliptisch sterrenstelsel in het sterrenbeeld Ossenhoeder. Het hemelobject werd op 25 april 1883 ontdekt door de Duitse astronoom Ernst Wilhelm Leberecht Tempel.

## Synoniemen
- UGC 8940
- MCG 2-36-11
- ZWG 74.47
- PGC 49967